# Piper enckeaespicum
Piper enckeaespicum là một loài thực vật có hoa trong họ Hồ tiêu. Loài này được (Trel. & Yunck.) Callejas miêu tả khoa học đầu tiên năm 1990.